# Sugrim Oemrawsingh
Harry Sugrim Oemrawsingh (Nickerie, 25 augustus 1940 — Paramaribo, 8 december 1982) was een Surinaams wetenschapper. Hij was een van de slachtoffers van de Decembermoorden.

## Jeugd en opleiding
Oemrawsingh werd in het district Nickerie geboren, in een Hindoestaans gezin. Na de lagere school stuurden zijn ouders hem naar Paramaribo om daar de middelbare school te volgen. Op twintigjarige leeftijd behaalde hij daar het diploma van de Algemene Middelbare School (AMS), waarna hij naar Nederland vertrok om daar te studeren. Na acht jaar behaalde hij zijn doctoraal examen wis- en natuurkunde aan de Universiteit van Amsterdam.

## Werkzaamheden
Na zijn studie werkte Oemrawsingh als wetenschappelijk medewerker bij het Rekencentrum van de Technische Hogeschool Delft. Daar kreeg hij tevens de ruimte en tijd om aan zijn proefschrift te werken. Zijn specialisatie betrof computerkunde en hij publiceerde diverse artikelen waaronder ook internationaal in het International Journal of Computer Mathematics. In de jaren zeventig keerde hij terug naar zijn vaderland waar hij zich als universitair docent aan de Universiteit van Suriname in Paramaribo bezighield met het opzetten van een universitair rekencentrum (URC), dat uiteindelijk in 1980 officieel geopend werd en waarvan hij de eerste directeur was. Zijn in Delft voorbereide promotie vond in 1977 aan deze universiteit plaats. Hij was getrouwd en had een dochter en zoon.

## Betrokkenheid bij het verzet tegen het militaire regime

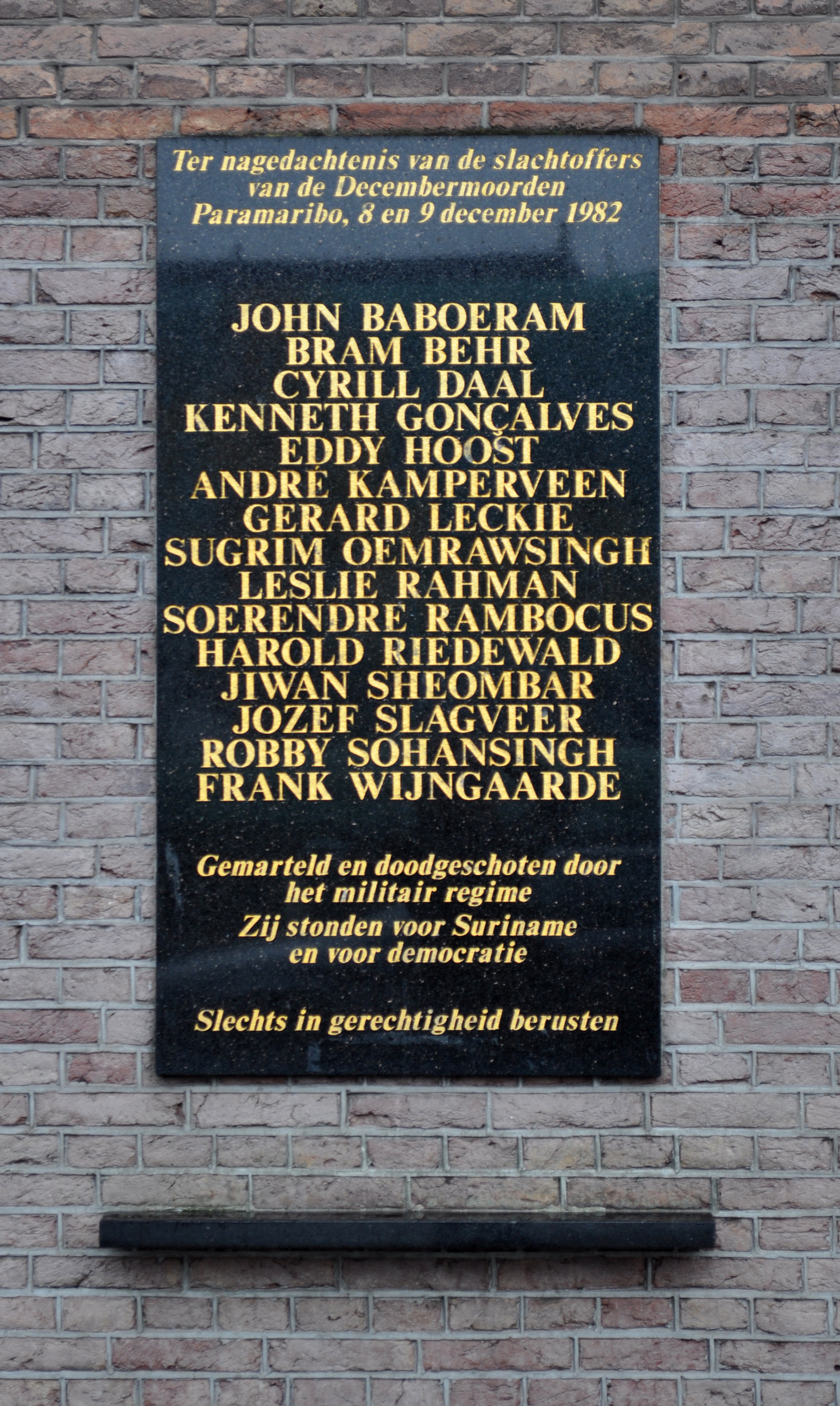
Herdenkingsplaquette in Amsterdam met de namen van de slachtoffers van de Decembermoorden

Ondanks de machtsgreep van Desi Bouterse in 1980 kon Oemrawsingh nog geruime tijd doorwerken aan de universiteit. In maart 1982 echter werd zijn tweelingbroer Baal Oemrawsingh, die hoogleraar biochemie aan de Universiteit van Suriname was, vermoord; mogelijk wegens diens betrokkenheid bij de mislukte contra-staatsgreep van Soerinder Rambocus en anderen. Hoewel aangeslagen, besloot Oemrawsingh door te werken en waarschuwingen van vrienden over zijn eigen veiligheid in de wind te slaan. Hij werd na de moord op zijn broer zelf gearresteerd maar werd na ondervraging weer vrijgelaten.

## Arrestatie en executie
Bouterse voelt zich echter door de openlijk kritische mensen op de universiteit bedreigd en beschouwde Oemrawsingh, samen met diens collega Gerard Leckie, als gevaarlijke onruststokers. Op 8 december 1982 werd hij daarom opnieuw gearresteerd en met veertien anderen vermoord door de militaire machthebbers. Oemrawsingh werd op 13 december begraven op Sarwa Oedai. Pas op 30 november 2007 begon het proces tegen de verdachten van deze moordpartij. De neef van Oemrawsingh, Sunil Oemrawsingh, is namens de familie aanwezig bij het proces.

## Publicaties van Oemrawsingh
- Studies on abstract machines and some related decision problems, Proefschrift Univ. van Suriname 1977.
- H. S. Oemrawsingh; A. Ollongren - On the proof of a theorem by Chomsky - Hopcroft - Ullman, International Journal of Computer Mathematics, Volume 7 Issue 1 1979, pagina 37 – 41, DOI: 10.1080/00207167908803154

John Baboeram ·
Bram Behr ·
Cyrill Daal ·
Kenneth Gonçalves ·
Eddy Hoost ·
André Kamperveen ·
Gerard Leckie ·
Sugrim Oemrawsingh ·
Lesley Rahman ·
Soerinder Rambocus ·
Harold Riedewald ·
Jiwansingh Sheombar ·
Jozef Slagveer ·
Robby Sohansingh ·
Frank Wijngaarde